# Dipartimento di Simoca
Simoca è un dipartimento collocato nella parte centro-est della provincia argentina di Tucumán, con capitale Simoca.
Confina a nord con il dipartimento di Leales, a est con la provincia di Santiago del Estero, a sud con il dipartimento di Graneros e a ovest con i dipartimenti di Río Chico, Chicligasta e Monteros.
Secondo il censimento del 2001, su un territorio di 1.261 km², la popolazione ammontava a 29.932 abitanti.
I municipi del dipartimento sono:
- Atahona
- Buena Vista
- Ciudacita
- Manuela Pedraza
- Monteagudo
- Pampa Mayo
- Río Chico y Nueva Trinidad
- San Pedro y San Antonio
- Santa Cruz y La Tuna
- Simoca
- Chigligasta
- Yerba Buena